# Colonnes de Saint-Laurent
 (octobre 2012).
Si vous disposez d'ouvrages ou d'articles de référence ou si vous connaissez des sites web de qualité traitant du thème abordé ici, merci de compléter l'article en donnant les références utiles à sa vérifiabilité et en les liant à la section « Notes et références ».
Les colonne di San Lorenzo, ou colonnes de Saint-Laurent, sont les ruines romaines les plus célèbres de Milan, en Italie. Il s'agit d'une place, située en face de la basilique Saint-Laurent de Milan, bordée à l'Ouest par une rangée de colonnes provenant à l'origine d'un temple ou de thermes publics du IIe siècle. Ces colonnes furent élevées à leur emplacement actuel au IVe siècle.
Au sud de la colonnade se dresse la Porta Ticinese, partie de l'enceinte médiévale milanaise, et dont la structure comprend plusieurs blocs de marbre antiques.

## Restauration
Jusqu'en 1935, l'espace entre la basilique et les colonnes était totalement occupé par d'anciennes maisons prenant appui sur la façade même de l'église, qui était cernée par diverses constructions. Malgré des projets de préservation de cet ensemble historique, les rénovations urbaines amenèrent à la démolition des habitations, d'où l'isolement actuel des colonnes vis-à-vis de l'église.
Les bombardements de la Seconde Guerre mondiale entraînèrent de nouvelles destructions, à l'arrière de l'église, isolant de fait complètement la basilique Saint-Laurent et ses dépendances.

## Photographies

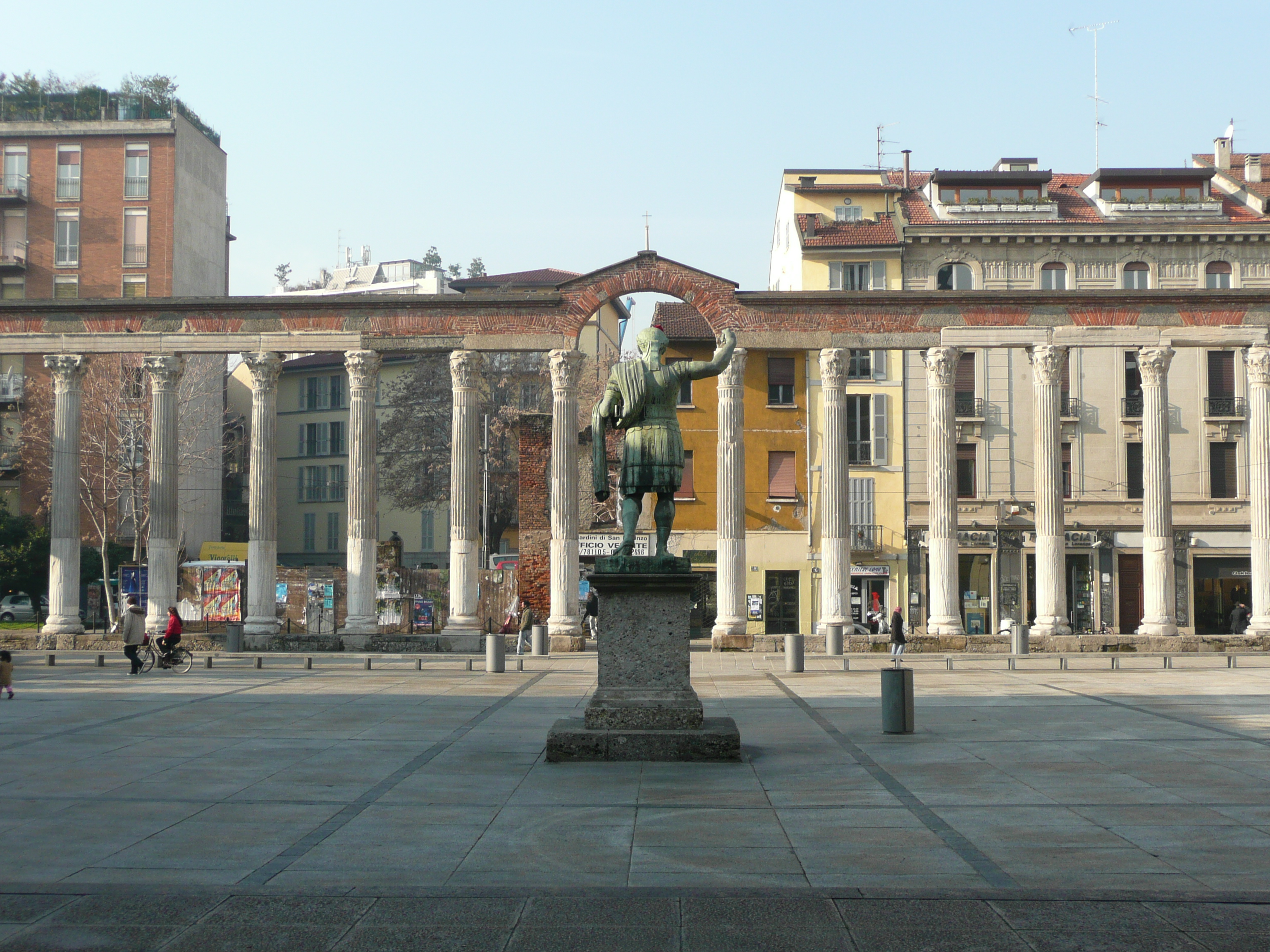
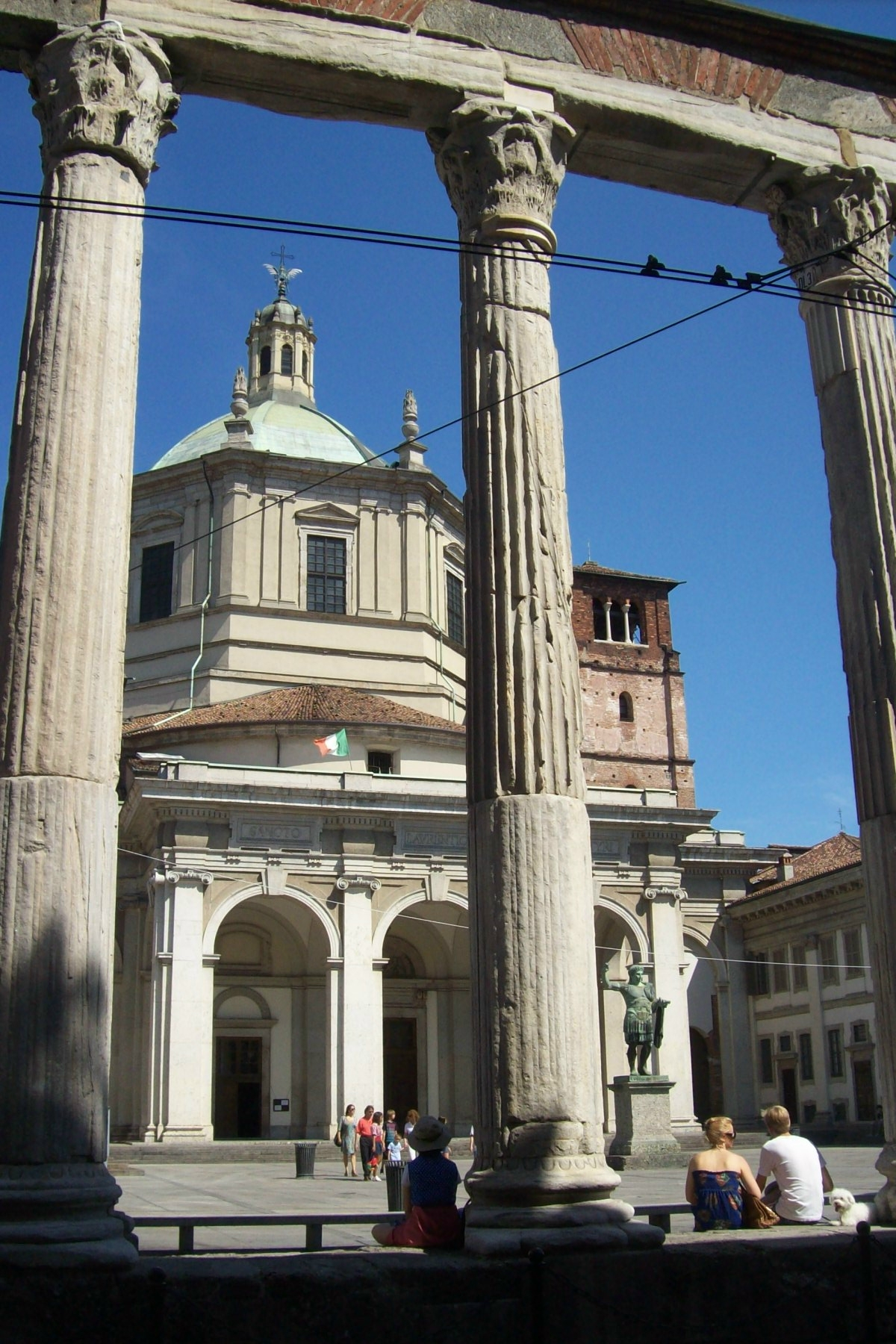
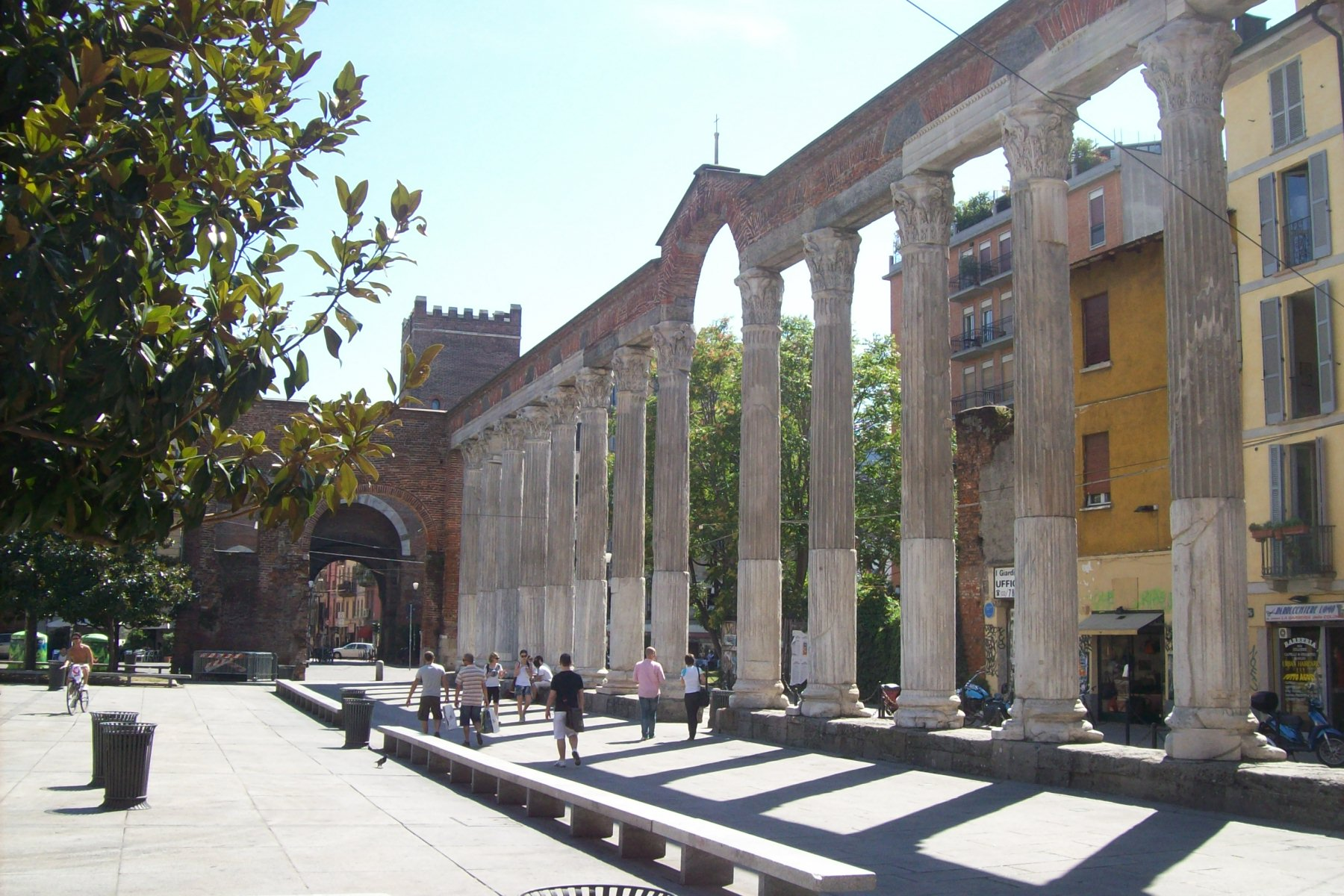
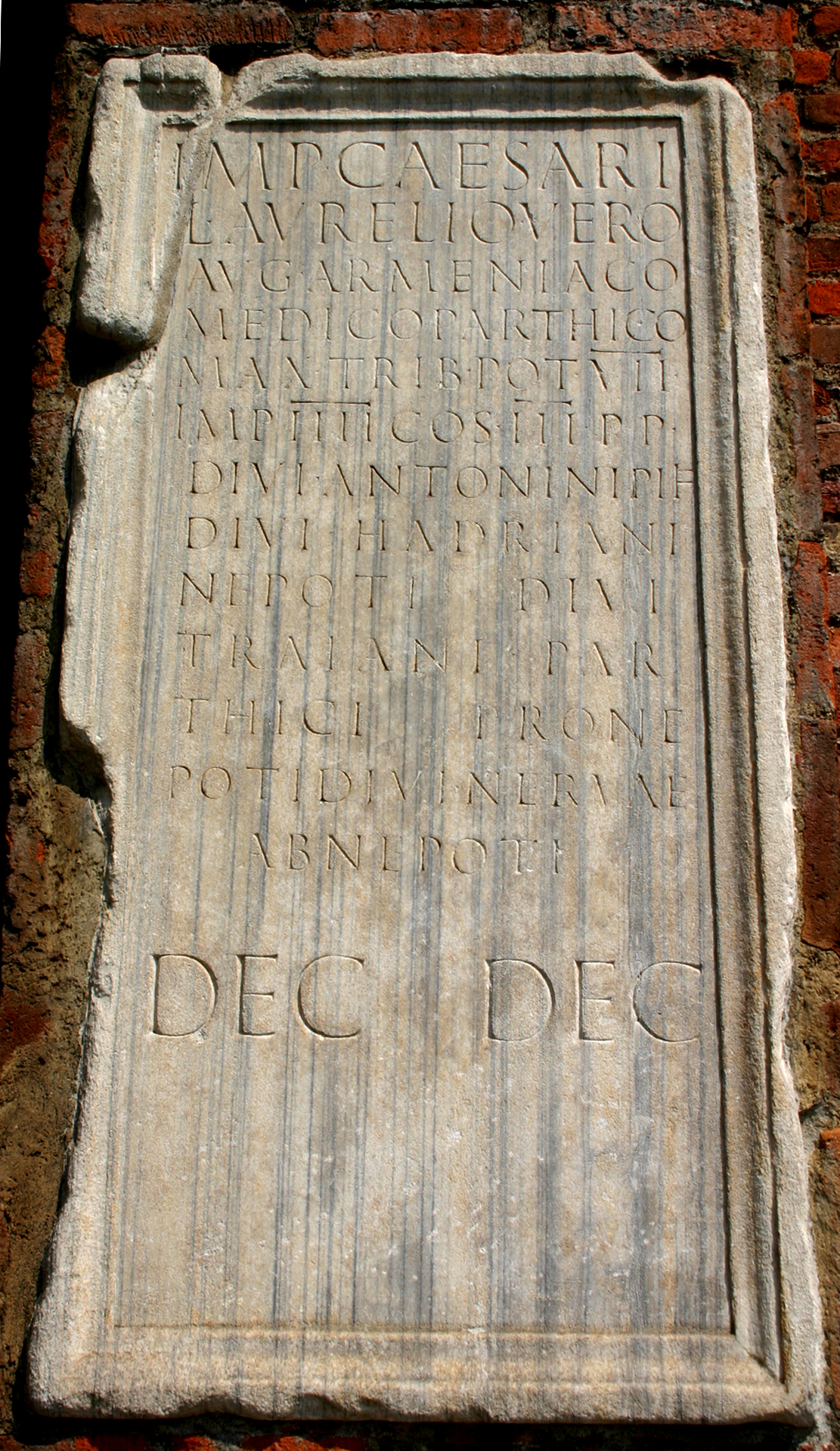